# Tadeusz Paczuła
Tadeusz Paczuła (ur. 26 listopada 1920 w Gliwicach, zm. 14 lipca 2000 w Świętochłowicach) — polski żołnierz, lekarz.
Brał udział w kampanii wrześniowej 1939, od Katowic do Rohatyna nad Dniestrem. W 1940 został aresztowany przez policję hitlerowską i przewieziony do niemieckiego obozu koncentracyjnego KL Auschwitz. Został zwolniony z obozu i udało mu się wcielić do II Korpusu Polskiego. Kapral podchorąży piechoty rezerwy.
Do kraju powrócił w 1947 i zaczął studia na Akademii Medycznej w Krakowie. Swoją pracę rozpoczął jako lekarz w Świętochłowicach. Był także świadkiem w procesach hitlerowców oraz wydał wiele prac w kilku językach na temat Auschwitz. 
Otrzymał m.in.: Krzyż Oświęcimski, Krzyż Kawalerski Orderu Odrodzenia Polski, Krzyż Partyzancki, Krzyż Armii Krajowej.